# János Palaczky
János Palaczky (ur. 30 sierpnia 1968 w Peczu) – węgierski piłkarz występujący na pozycji obrońcy, reprezentant kraju.

## Życiorys
Jako dziecko zainteresował się tenisem stołowym, jednakże w 1978 roku wstąpił do juniorów Pécsi Munkás SC. W 1985 roku uczestniczył w mistrzostwach świata U-16, gdzie z reprezentacją dotarł do ćwierćfinału.
W 1986 roku został włączony do pierwszej drużyny Pécsi MSC. W NB I zadebiutował 4 października w zremisowanym 0:0 spotkaniu z Békéscsabai Előre Spartacus SC. Szansę gry Palaczky otrzymał dzięki temu, że wcześniej podstawowy obrońca Sándor Brezniczky doznał kontuzji. W sezonie 1989/1990 stał się podstawowym zawodnikiem Pécsi MSC. 12 marca 1990 roku zadebiutował w reprezentacji w wygranym 2:0 towarzyskim spotkaniu z USA. W 1990 roku zdobył z klubem Puchar Węgier. W reprezentacji ostatni raz zagrał 1 maja 1991 roku w spotkaniu z Włochami w ramach eliminacji do Mistrzostw Europy 1992. Występ Palaczkyego w tym przegranym przez Węgry 1:3 spotkaniu był krytykowany przez specjalistów, a sam zawodnik podczas meczu został w 33. minucie zmieniony przez Istvána Kozmę
W 1994 roku odniósł kontuzję, po której zdecydował się na grę na niższym poziomie rozgrywek. Jego pracodawcą został wówczas DD Gáz SC, występujący w NB III. W sezonie 1995/1996 DD Gáz zdobył mistrzostwo ligi i awansował do NB II. Następnie wyjechał do Austrii, gdzie grał w amatorskim FC Deutschkreutz (78 meczów ligowych. Latem 2000 roku na prośbę Pécsi MFC wrócił do macierzystego klubu, ale po rozegraniu czterech spotkań w NB I w rundzie jesiennej sezonu 2000/2001 odniósł poważną kontuzję, która wykluczyła go z rozgrywek. W związku z tym ponownie wyjechał do Austrii, gdzie grał na piątym poziomie rozgrywek w klubach SC Oberpullendorf i SV St. Margarethen. W 2003 roku przeszedł do Kozármisleny SE. Po odniesieniu kontuzji zakończył karierę. Później m.in. był trenerem juniorów w Pécsi MFC.